# Leucania goniosigma
Leucania goniosigma là một loài bướm đêm trong họ Noctuidae.